# ابن أم قاسم المرادي
أبو محمد الحسن بن قاسم بن عبد الله بن علي المرادي المصري المراكشي (؟ - 749هـ/1348م)، يُلَقَّب ببدر الدين، ويُعرَف بابن أم قاسم. هو مُفسِّر وفقيه وأديب ونحويٌّ من مصر، كان يعيش في المغرب على الرغم من انتمائه لمصر، يعُدُّه المؤَرِّخُون من نحاة مدرسة مصر وبلاد الشام.

## حياته
ولِدَ الحسن بن قاسم بن عبد الله بن علي في مصر، وأصله من بلدة آسفي على الساحل المغربي المُطِل على المحيط الأطلسي، ويعود نسبه إلى قبيلة مراد، وكان يُعرَف بابن أم قاسم، وأم قاسم هو كنية جدَّته من أبيه، فكان يُنسَبُ إليها، وهي شيخة اشتهرت منذ مجيئها إلى مصر من المغرب واسمها زهراء، ويُقال أيضًا أنَّ أُم قاسم هي امرأة تبنَّته وكانت من بيت السلطان. تتلمذ الحسن على يد أبي حيان النحوي، وهو من أشهر نحاة الأندلس، وكان الحسن يُعدُّ من أنبه وأذكى تلامذته، وأخذ علوم اللغة والنحو أيضًا عن أبي عبد الله الطنجي والسراج الدمنهوري وأبي زكريا الغماري، وأخذ علوم الفقه عن شرف الدين المُغَيْلي المالكي، وأخذ أصول الفقه عن شمس الدين بن اللبان، والقراءات عن مجد الدين إسماعيل بن محمد التستري. عمل ابن أم قاسم المرادي على تصنيف كثير من الكُتُب في مجالات متعدِّدَة، وأغلب مؤلفاته في النحو وعلوم القرآن، ومن أشهر ما كتبه شرحه لألفية ابن مالك وكتاب «الجَنَى الداني في حروف المعاني»، وكان لشرحه للألفية تأثير بالغ على شُرَّاحها من بعده، ويظهر تأثيره واضحاً على شروح كُلٍّ من الدماميني والأشموني وابن هاشم الأنصاري. يُروى عن الحسن أنَّه كان ورعاً تقياً، ومن هذه الروايات ما تثبت له كرامات عديدة، منها رؤيته للنبي في المنام. تُوفِّي ابن أم قاسم المرادي في الأوَّل من شوال سنة 749 من التقويم الهجري، وقيل أنَّ وفاته في 750، وكانت وفاته في مدينة سرياقوس بمصر.

## مؤلفاته
تُنسب إليه المؤلفات التالية:
| - «شرح ألفيَّة ابن مالك». - «الجَنَى الداني في حروف المعاني». - «إعراب القرآن». - «تفسير القرآن» (في عشرة مجلدات). - «شرح الجزولية». - «شرح الحاجبية النحوية» (يشرح فيها كافية ابن الحاجب في النحو). - «شرح الحاجبية العروضية». - «شرح الشافية في التصريف» (يشرح فيها شافية ابن الحاجب في الصرف). | - «شرح الفصول» (شرح كتاب «الفصول» لابن معطي). - «شرح المفصل» (شرح كتاب «المفصل» للزمخشري). - «شرح التسهيل» (شرح كتاب «تسهيل الفوائد وتكميل المقاصد» لابن مالك) - «شرح كلا وبلى ونعم». - «معنى لو». - «منظومة في معاني الحروف». - «شرح الاستعاذة والبسملة». - «الفرق بين الدال والذال» (وتُسَمَّى أيضًا «منظومه في الذال المعجمة والدال المهملة»، قصيدة بائية بين ما ورد بالذال المعجمة وما ورد بالمهملة وشرحها، تتوفَّر مخطوطات من هذه العمل في مكتبات مغربية وألمانية). |

## قراءات إضافية
- ابن أم قاسم المرادي، شرح تسهيل الفوائد وتكميل المقاصد، تحقيق: ناصر حسين علي، دار سعد الدين - دمشق، نُشِرَ في 2008.
- ابن أم قاسم المرادي، توضيح المقاصد والمسالك بشرح الفية ابن مالك، تحقيق: عبد الرحمن علي، دار الفكر العربي - القاهرة، نُشِرَ في 2001.
- ابن أم قاسم المرادي، شرح مقدمة ابن الحاجب في علم العروض، تحقيق: السيد أحمد علي محمد، مكتبة الزهراء - الرياض، نُشِرَ في 1995.